# Station Waterford Plunkett
Station Waterford Plunkett  is een spoorwegstation in Waterford in het gelijknamige graafschap in Ierland. Het station ligt aan de lijn Dublin - Waterford en aan de Rosslare - Limerick. Het traject tussen Waterford en Rosslare is in 2010 gesloten voor personenvervoer.
Het station werd in 1864 geopend als Waterford. In 1966 werd het, gelijk met stations in alle grotere plaatsen, hernoemd naar een held van de Paasopstand. In Waterford was dat Joseph Plunkett.